# Langsteelfranjehoed
De langsteelfranjehoed (Parasola conopila) is een schimmel behorend tot de familie Coprinaceae. Hij leeft saprotroof op hout. Met name op stukjes hout en houtsnippers, soms op humusrijke grond, in parken, plantsoenen, wegbermen en bossen. Vruchtlichamen komen voor in de zomer tot de herfst.

## Kenmerken

### Uiterlijke kenmerken
Hoed
De hoed heeft een diameter van 2 tot 4 cm. De vorm is conisch of klokvormig, bij oudere exemplaren is de rand licht gekruld. Het is nooit vlak. Het is hygrofaan; als het nat is, is het roodbruin van kleur en gegroefd en bleek vaal als het droog is.
Lamellen
De lamellen zijn licht grijsbruin bij jonge exemplaren, donkerbruin bij oudere. De lamelsnedes zijn bedekt met witte trilhaartjes (alleen zichtbaar door een vergrootglas)
Steel
De steel is 9 tot 14 cm lang en 3 tot 4 mm breed. De steel is hol, breekbaar, zijde-achtig glanzend, wittig-beige. De top van de steel is bepoederd en wittig-beige.
Geur
Deze paddenstoel heeft geen geur.
Staak
De smaak is mild.
Sporenprint
De sporenprint is zeer zonkerbruin, bijna zwart.

### Microscopische kenmerken
De gladde, ellipsvormige sporen hebben een afmeting van 14-19 × 7-8,5 μm. Onder invloed van KOH, verkleuren donkerbruin.

## Verspreiding
Hij is wijdverbreid in Noord-Amerika en ook in Centraal-Europa is het vrij algemeen. In Nederland komt de langsteelfranjehoed zeer algemeen voor. Hij is niet bedreigd en staat niet op de rode lijst.

## Trivia
Het bevat een chemische stof genaamd drosophiline. Drosophilin C en E (polyacetyleenverbindingen) werden geïsoleerd uit vruchtlichamen en drosophilin A en drosophilin B uit myceliumcultuur. Deze verbindingen hebben antibiotische en antivirale eigenschappen en zijn ook actief tegen het influenzavirus.

## Foto's

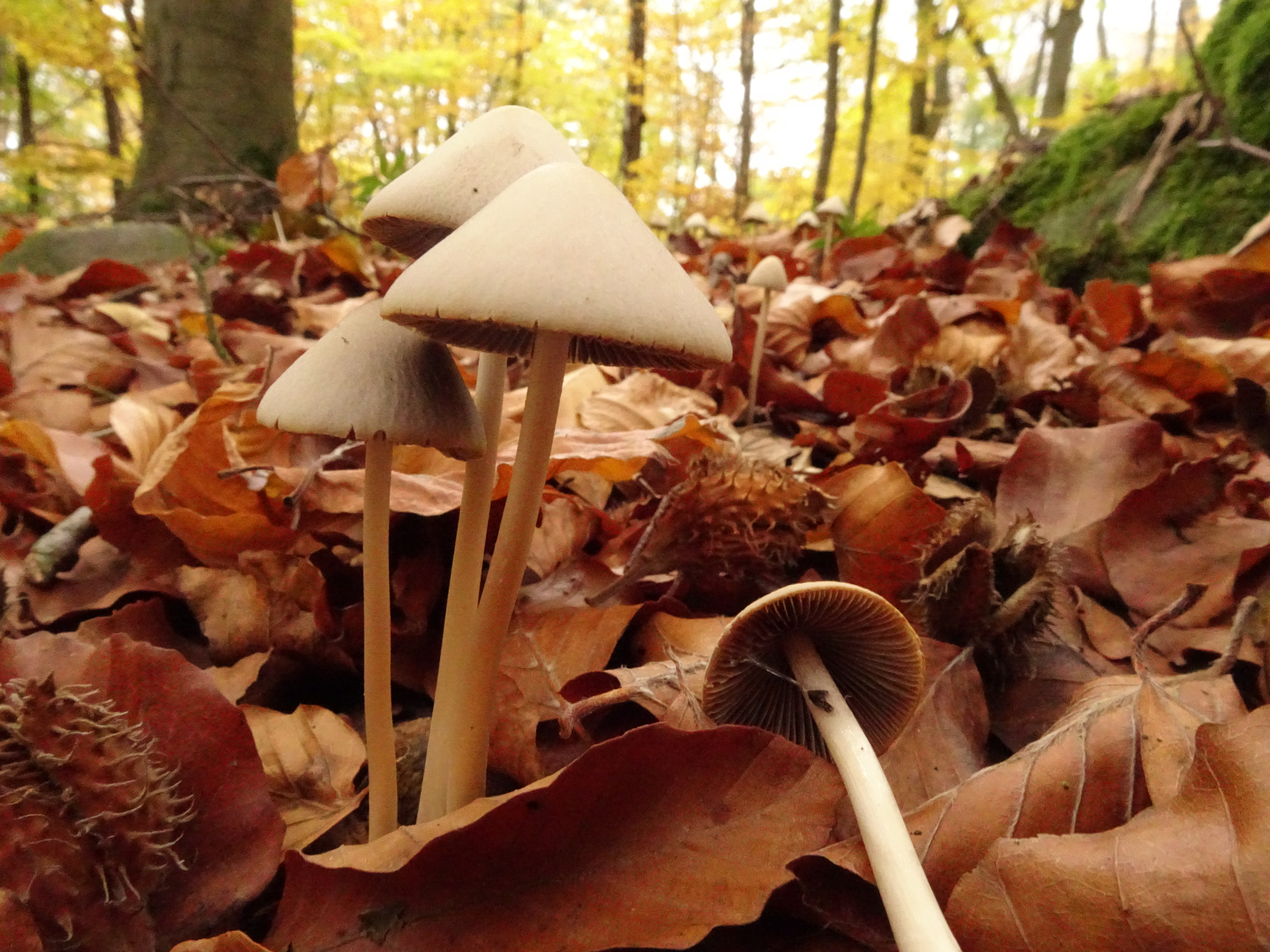
Hoed
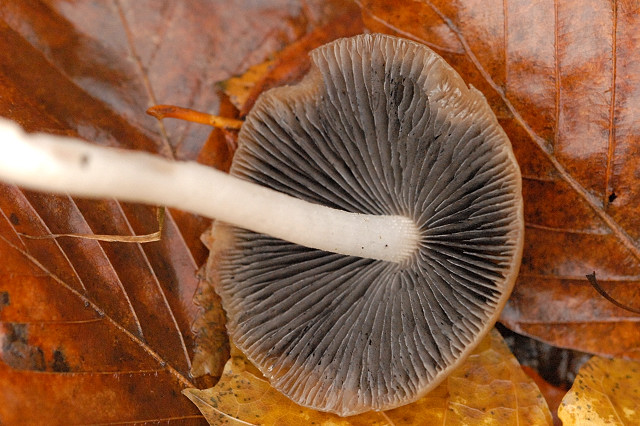
Lamellen
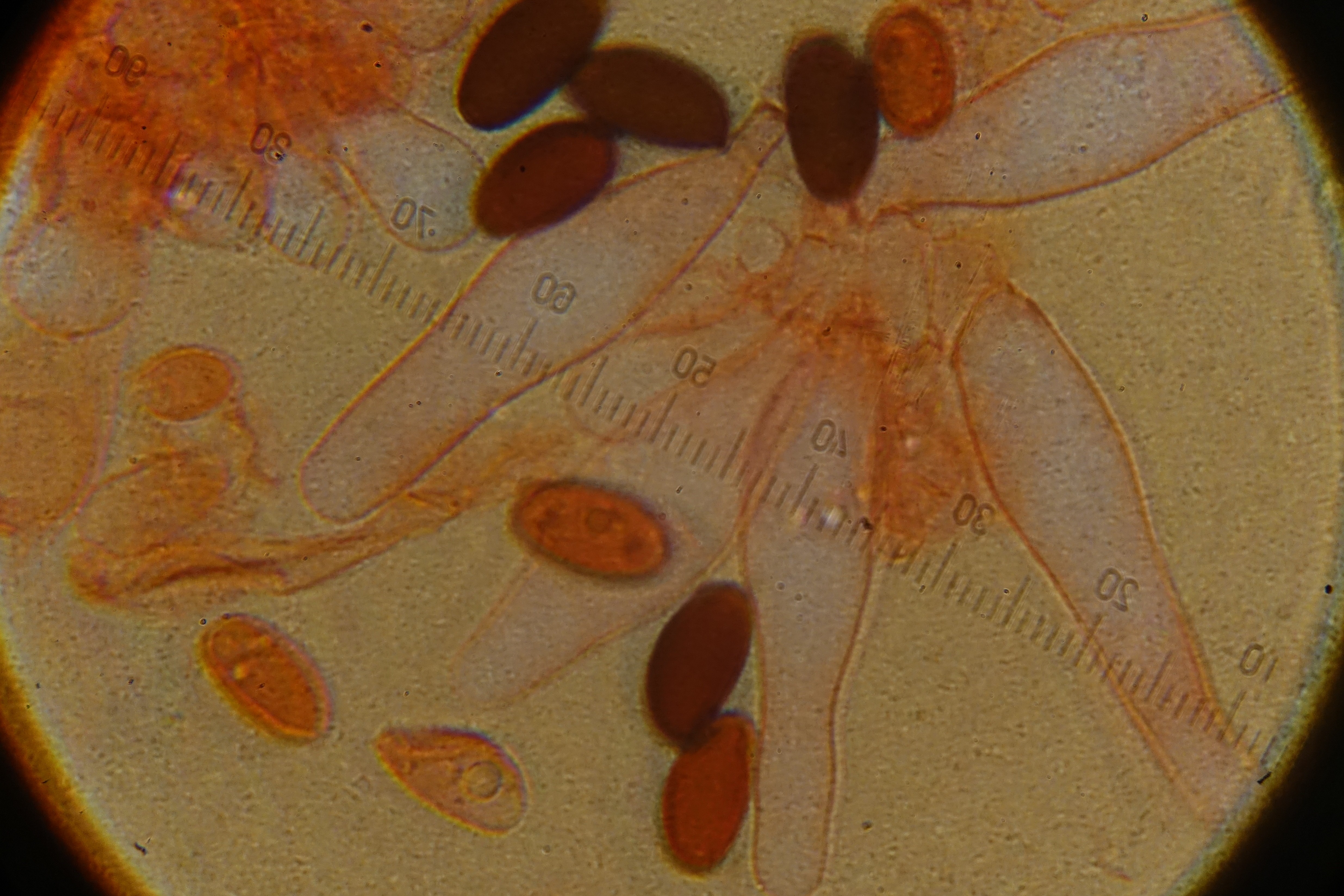
cystidia en sporen
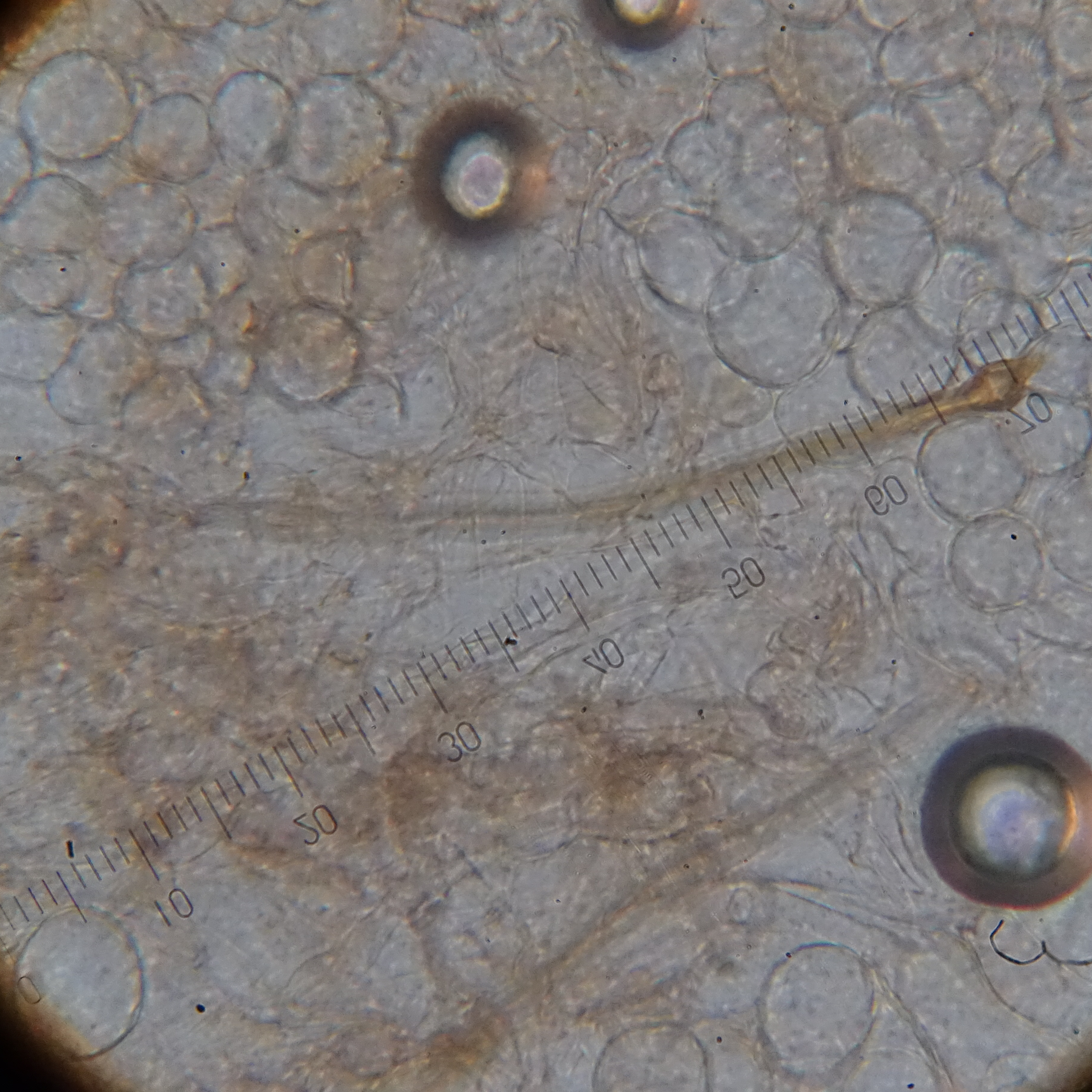
Hoedhuid